# Pseudochazara kirgisa
Pseudochazara kirgisa är en fjärilsart som beskrevs av Gerhard 1882. Pseudochazara kirgisa ingår i släktet Pseudochazara och familjen praktfjärilar. Inga underarter finns listade i Catalogue of Life.